# Клименко, Александр Яковлевич (генерал-майор)
Александр Яковлевич Клименко (25 декабря 1905 года, Орёл — 8 апреля 1995 года, Москва) — советский военный деятель, генерал-майор (1954 год).

## Начальная биография
Александр Яковлевич Клименко родился 25 декабря 1905 года в Орле.
Работал ездовым на Государственном конном заводе в Харькове.

## Военная служба

### Довоенное время
7 сентября 1923 года призван в РККА и направлен на учёбу в 5-ю Елисаветградскую кавалерийскую школу имени С. М. Будённого, после окончания которой в ноябре 1926 года направлен в 43-й кавалерийский полк в составе 11-й кавалерийской дивизии (Приволжский военный округ), дислоцированный в Оренбурге, а в ноябре 1931 года назначен на должность курсового командира в Татаро-Башкирской военной школе имени ЦИК Татарской АССР.
В мае 1934 учился в Военной академии имени М. В. Фрунзе, после окончания которой с сентября 1937 года служил на должностях помощника начальника и начальника 1-го отделения штаба 5-го кавалерийского корпуса (Ленинградский военный округ), дислоцированного во Пскове.
В октябре 1938 года направлен в 1-й отдел Генштаба Красной армии на должность для особых поручений, а в марте 1939 года — на должность помощника начальника 1-го отделения этого же отдела. В феврале 1940 года переведён в Оперативное управление Генштаба Красной армии, где назначен на должность старшего помощника начальника Западного, а в сентябре — на должность старшего помощника начальника Юго-Западного отделов.

### Великая Отечественная война
В июле 1941 года подполковник А. Я. Клименко назначен на должность начальника отдела резервов Красной армии Оперативного управления Генштаба, а в августе — на должность начальника оперативного отдела штаба 16-й армии на Западном фронте, после чего принимал участие в боевых действиях в ходе Смоленского сражения на ярцевском направлении, затем на рубеже Осташков — Ельня и в Вяземской, Можайско-Малоярославецкой и Клинско-Солнечногорской оборонительных операциях.
В декабре 1941 года назначен на должность начальника отдела волховского направления в Генштабе, однако в январе 1942 года по личной просьбе назначен на должность начальника штаба 16-го кавалерийского корпуса, который формировался в Москве, однако в апреле был расформирован, а полковник А. Я. Клименко переведён на должность начальника штаба 7-го кавалерийского корпуса, ведшего оборонительные боевые действия на правом берегу р. Ока в районе Белёва. В июне корпус был выведен в резерв Брянского фронта, после чего готовил оборонительные рубежи.
С ноября 1942 года А. Я. Клименко находился в распоряжении командующего кавалерией Красной армии и в январе 1943 года назначен на должность начальника штаба 8-го кавалерийского корпуса, который вёл наступательные боевые действия юго-западнее Ворошиловграда и рейде по тылам противника в районе Дебальцево. В марте снят с занимаемой должности и в апреле направлен в распоряжение Военного совета 53-й армии с целью назначения на должность заместителя начальника штаба по ВПУ, однако по прибытии к новому месту службы полковник А. Я. Клименко по личной просьбе 13 мая был назначен командиром 3-й воздушно-десантной дивизии, но уже 16 мая переведён на должность командира 299-й стрелковой дивизии, которая в ходе наступления на Харьков не сумела выполнить поставленную задачу, за что полковник А. Я. Клименко был отстранён от занимаемой должности, после чего направлен в распоряжение Главного управления кадров НКО.
25 ноября назначен на должность командира 141-й стрелковой дивизии, которая вела тяжёлые оборонительные боевые действия в г. Черняхов и затем участвовала в Житомирско-Бердичевской наступательной операции, в результате которой закрепилась на рубеже Бражница, Слюсарка, Великие Деревичи, Борушковцы. В конце февраля 1944 года 48-й танковый корпус противника после прорыва обороны на участке соседа обошёл дивизию под командованием Клименко с фланга и тыла, но последняя сумела удержать занимаемые рубежи и в марте участвовала в освобождении Проскурова и вскоре достигла г. Станислав и затем занимала оборонительный рубеж Бучач — Днестр. В результате перехода противника в контрнаступление дивизия оставила плацдарм и отойти за Днестр, в результате чего командующий 1-го Украинского фронта Маршал Советского Союза Г. К. Жуков обвинил командование дивизии «в попустительстве трусам и паникёрам», и 26 апреля 1944 года полковник А. Я. Клименко был отстранён от занимаемой должности и назначен командиром батальона в составе 35-го стрелкового полка (30-я стрелковая дивизия).
В августе переведён на должность заместителя командира 161-й стрелковой дивизии, а в декабре 1944 года — на должность заместителя командира 271-й стрелковой дивизии, которая вскоре принимала участие в наступательных боевых действиях в ходе Западно-Карпатской операции. 18 февраля 1945 года в бою в районе города Бельско-Бяла полковник А. Я. Клименко был ранен, после чего лечился в госпитале.
14 апреля назначен на должность командира 302-й стрелковой дивизии, которая принимала участие в Пражской наступательной операции и освобождении городов Оломоуц и Прага.

### Послевоенная карьера
В мае 1945 года назначен на должность коменданта Праги, в марте 1946 года — на должность командира 413-й стрелковой дивизии, дислоцированной в Белгороде, которая в мае того же года была расформирована, а полковник А. Я. Клименко в июле того же года переведён командиром 60-й стрелковой бригады, дислоцированной в Горьком.
В декабре 1952 года направлен на учёбу на Высшие академические курсы при Высшей военной академии имени К. Е. Ворошилова, после окончания которых в ноябре 1953 года назначен на должность командира 145-й горнострелковой дивизии (Закавказский военный округ), в ноябре 1954 года — на должность заместителя командира 41-го стрелкового корпуса (Белорусский военный округ), а в мае 1956 года — на должность заместителя командира 30-го гвардейского стрелкового корпуса (Ленинградский военный округ).
Генерал-майор Александр Яковлевич Клименко 14 ноября 1957 года вышел в запас.
Умер 8 апреля 1995 года. Похоронен в Москве на Митинском кладбище.

## Награды
- Орден Ленина (20.06.1949);
- Четыре ордена Красного Знамени (03.11.1944, 14.02.1945, 30.07.1945, 03.11.1953);
- Орден Отечественной войны 1 степени (27.05.1945);
- Орден Красной Звезды (31.12.1939);
- Медали[4]

## Воинские звания
- Майор;
- Подполковник (1940 год);
- Полковник (1941 год);
- Генерал-майор (1954 год).